# Le Livre du Saint-Sacrement

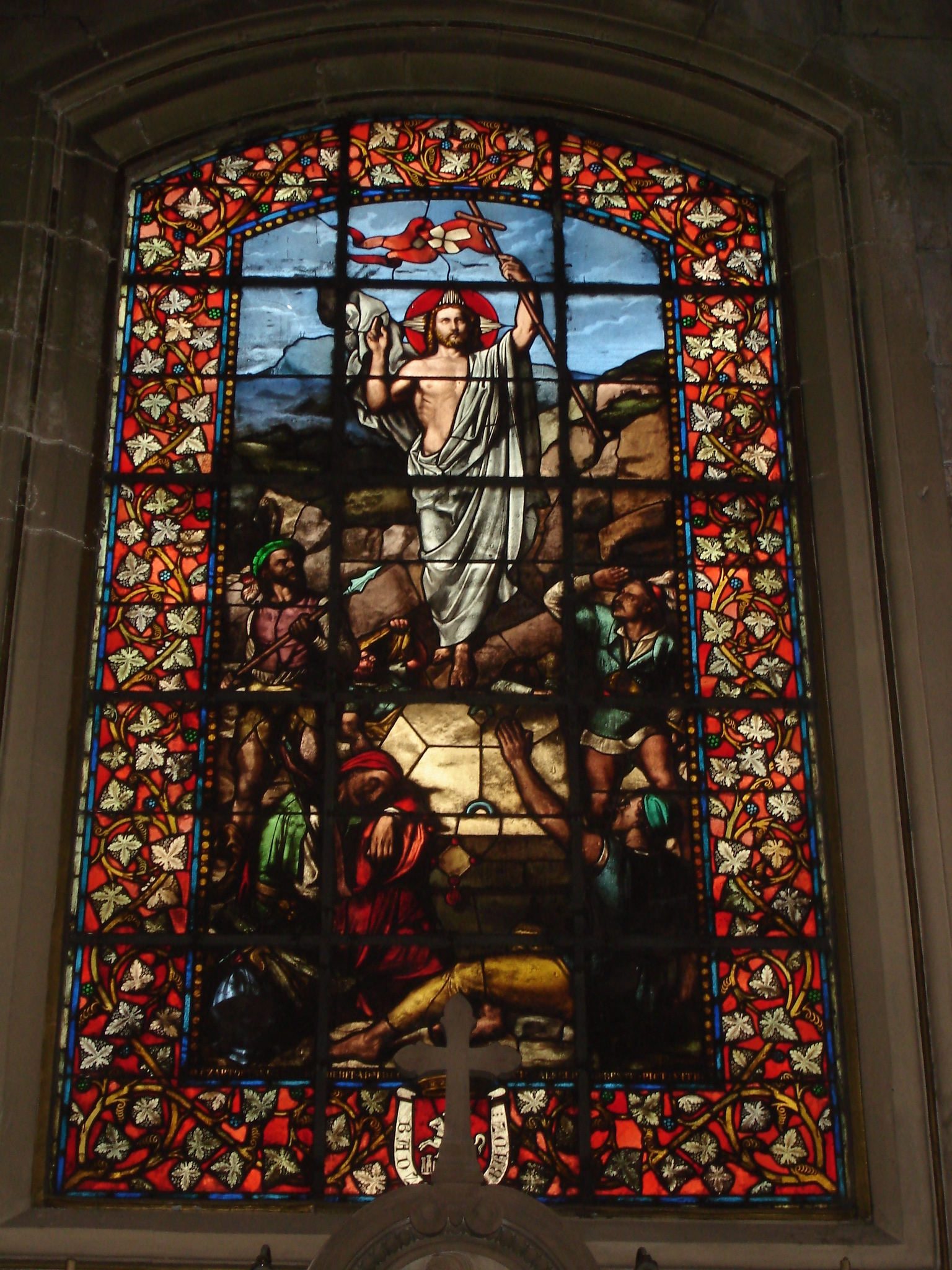
Résurrection, vitrail église Saint-Louis-en-l'Ile, Paris

Le Livre du Saint-Sacrement est un recueil de pièces pour orgue d'Olivier Messiaen, composé en 1984. C'est une commande de Ray Ferguson, de la ville de Détroit et The American Guild of Organists.

## Création
L'œuvre fut créée le 1er juillet 1986 à Détroit, à la Metropolitan Methodist Church Michigan, par l'organiste Almut Rössler.

## Commentaire
Œuvre de grande envergure, elle achève le cycle de compositions pour l'orgue commencé en 1928 avec Le Banquet céleste, sur la thématique des Mystères de l'Eucharistie. Ce recueil, d'une durée de 100 minutes, est composé de 18 parties :
- 1-Adoro te
- 2- La Source de Vie
- 3- Le Dieu caché
- 4- Acte de Foi
- 5- Puer natus est nobis
- 6- La manne et le Pain de Vie
- 7- Les ressuscités et la lumière de Vie
- 8- Institution de l'Eucharistie
- 9- Les ténèbres
- 10-La Résurrection du Christ
- 11-L'apparition du Christ ressuscité à Marie-Madeleine
- 12-La Transsubstantiation
- 13-Les deux murailles d'eau
- 14-Prière avant la communion
- 15-La joie de la grâce
- 16-Prière après la communion
- 17-La Présence multipliée
- 18-Offrande et Alleluia final

## Référence discographique
- Livre du Saint Sacrement, par Almut Rössler aux orgues de la cathédrale de Passau, Motette DCD11061, 1987
- Livre du Saint Sacrement, par Jennifer Bate aux orgues de la cathédrale de l'église de la Sainte-Trinité (Paris), Unicorn-Kanchana – DKP(CD)9067-8, 1987.  Réédité dans le coffret The Organ Works, Regis Records – RRC 6001.
- Œuvres complètes pour orgue, par Olivier Latry aux grandes orgues de la Cathédrale Notre-Dame de Paris, Deutsche Grammophon, 2002.
- Un enregistrement de l'œuvre de l'organiste Américain Paul Jacobs (en) à l'église Saint Mary the Virgin de New York a reçu un Grammy Award en 2011[1].